# Krakov
Krakov – wieś znajdująca się w powiecie Rakovník (cz. okres Rakovník), w zachodniej części kraju (województwie) środkowoczeskiego (Středočeský kraj) w środkowych Czechach. Położona jest między miejscowościami Beroun, Kladno i Pilzno.
Według danych z dnia 1 stycznia 2021 w Krakovie zamieszkały 144 osoby.

## Historia
Pierwsza pisemna wzmianka o miejscowości pochodzi z 1358 r.

## Toponimia
Według Václava Kočki Krakov i leżący nieopodal Krakovec to nazwy osad jenieckich zasiedlonych przez brańców wziętych do niewoli przez Brzetysława I podczas najazdu na Polskę. Zajęcie Krakowa przedstawił Kosmas w swojej Kronice, jednak zapis jest kwestionowany przez historyków. Natomiast założycielem Krakova według Komasa miał być legendarny władca Czech Krok.